# Claire Dodd
Claire Dodd, född 29 december 1908 i Des Moines, Iowa, död 23 november 1973 i Beverly Hills, Kalifornien, var en amerikansk skådespelare. Dodd medverkade under åren 1930-1942 i över 60 Hollywoodfilmer.

## Filmografi, urval
- 1932 – Lawyer Man
- 1932 – En man önskas
- 1932 – Tändstickskungen
- 1933 – Ex-Lady
- 1933 – Footlight Parade
- 1933 – Blondie Johnson
- 1934 – Hög hasard
- 1935 – Roberta
- 1935 – The Case of the Curious Bride
- 1938 – Min man detektiven
- 1939 – Charlie Chan i Honolulu
- 1941 – Olycksfåglar till sjöss